# 오프사이드 트랩 (말)
오프사이드 트랩(Offside Trap, 일본어: オフサイドトラップ, 1991년 4월 21일 ~ 2011년 8월 29일)은 일본의 경주마로, 1993년 12월부터 1998년 12월까지 일본 경마계에서 활동했다.

## 생애

### 경주마 시기

#### 1998년
1998년 11월 1일에 개최된 제118회 천황상에서 우승하여, 사상 최초로 천황상 우승을 달성한 8세마(현 7세마)로 기록되었다.
이후 동년 12월 27일에 개최된 제44회 아리마 기념에서 10위를 기록하고 은퇴했다.

## 경주 성적
| 날짜        | 경마장   | 경기명                     | 등급 | 트랙       | 배당 (인기 순위) | 순위 | 시간   | 기수            | 우승마 (2위마)  |
| ----------- | -------- | -------------------------- | ---- | ---------- | ---------------- | ---- | ------ | --------------- | --------------- |
| 1993.12.11. | 나카야마 | 3세 신마 (현 2세 신마)     | -    | 잔디 1600m | 6.0 (4)          | 2    | 1:37.7 | 나카다테 에이지 | 메이플 하트     |
| 1993.12.25. | 나카야마 | 3세 신마 (현 2세 신마)     | -    | 잔디 2000m | 3.4 (1)          | 2    | 2:03.5 | 야스다 도미오   | 런 포르테       |
| 1994.01.16. | 나카야마 | 4세 미승리 (현 3세 미승리) | -    | 더트 1800m | 1.7 (1)          | 1    | 1:56.2 | 야스다 도미오   | (치토세 제트)   |
| 1994.04.17. | 나카야마 | 고월상                     | G1   | 잔디 2000m | 13.3 (5)         | 7    | 2:00.6 | 야스다 도미오   | 나리타 브라이언 |
| 1994.05.29. | 도쿄     | 도쿄 우준                  | G1   | 잔디 2400m | 28.6 (6)         | 8    | 2:27.8 | 야스다 도미오   | 나리타 브라이언 |
| 1998.08.30. | 니가타   | 니가타 기념                | G3   | 잔디 2000m | 3.6 (1)          | 1    | 2:00.6 | 에비나 마사요시 | (브라보 그린)   |
| 1998.11.01. | 도쿄     | 추계 천황상                | G1   | 잔디 2000m | 42.4 (6)         | 1    | 1:59.3 | 시바타 요시토미 | (스테이 골드)   |
| 1998.12.27. | 나카야마 | 아리마 기념                | G1   | 잔디 2500m | 23.3 (8)         | 10   | 2:33.2 | 에비나 마사요시 | 그래스 원더     |